# Gölgeli, Almus
Gölgeli là một thị trấn thuộc huyện Almus, tỉnh Tokat, Thổ Nhĩ Kỳ. Dân số thời điểm năm 2011 là 2.117 người.